# 1911年萨雷斯地震
1911年萨雷斯地震，又译为1911年萨雷兹地震，是当地时间1911年6月17日发生于俄罗斯帝国塔吉克行省东部拉森区的一场地震，震中位于北纬38.331度，东经72.628度。本次地震震级矩震级7.4级，震源深度15千米。
是次地震所造成的大面积山体滑坡阻塞了巴爾坦格河并形成堰塞湖萨雷兹湖，产生了世界上最高的大坝乌索伊大坝。地震及山体滑坡摧毁了许多民居，造成90人罹难。

## 地质背景
喜马拉雅山脉沿线地震活动主要由印度板块和亚欧板块的碰撞引起，两个板块以40-50mm/yr的相对速度汇聚，使这个地区成为地球上最具地震危险性的地区之一。塔吉克斯坦位于喜马拉雅弧北端，紧邻帕米尔－兴都库什地震带（中国称南天山地震带）。帕米尔高原是喜马拉雅山脉的重要组成部分，该区受东西走向的逆冲走滑断层活动断裂的影响，在中国新疆地区和中亚东部地区挤压形成了盆地和山地地貌。有研究者认为塔吉克斯坦乃至整个中亚地区是7.0级以上的地震的重要危险区。

## 震害情况

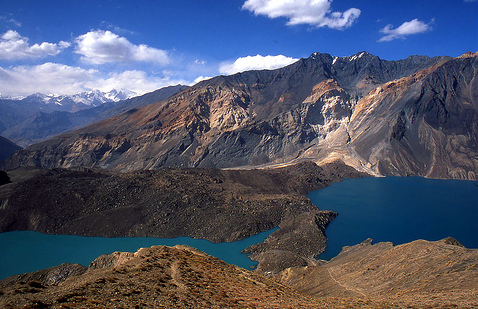
位于巴尔坦格河上的乌索伊大坝。

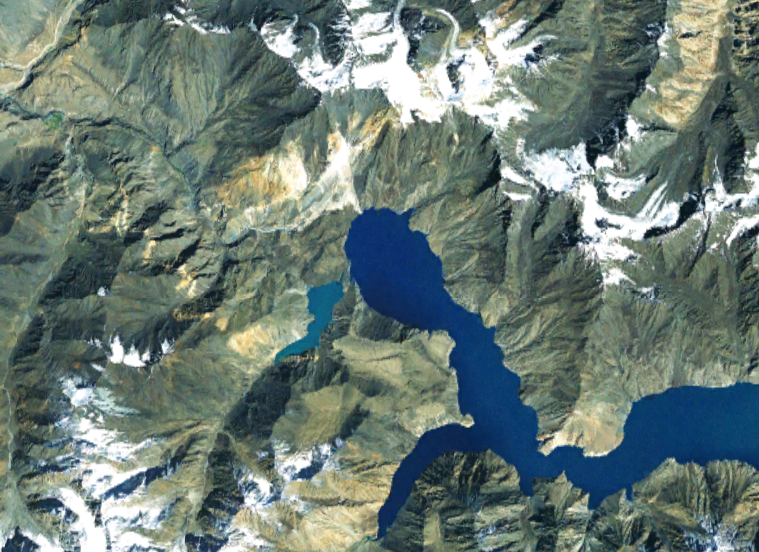
萨雷斯湖、沙道湖、乌索伊大坝的卫星图。

此次地震发生于当地时间1911年2月18日23时31分04秒，发震时为深夜时分，震中系帕米爾高原中部山区，交通闭塞、人员稀少。地震持续了约2分钟，一小时后又发生了一次地震。地震造成乌索伊（Usoy）、巴奇迪夫（Barchidiv）、波索（Posor）、尼苏尔（Nisur）、萨格诺布（Sagnob）、鲁赫赫（Rukhch）、巴兹德（Basid）和奥罗肖尔－基什拉克（Oroshor kishlaks）等地遭严重破坏，建筑大多被毁。人员伤亡总数至多可达302人，另有许多牲畜死亡。
地震致使奥罗肖尔－基什拉克附近的巴尔坦格河流域发生严重山体滑坡，岩石泥沙从巴尔坦格、塔尼马斯和穆尔加布山谷陡坡上崩落，滑坡体覆盖了18.2平方千米的土地。崩落的碎石截断巴尔坦格河河水，形成高约703－788米、厚约4－5千米、体积约2立方千米的巨大堰坝，继而产生萨雷兹湖和沙道湖（Shadau Lake）两大堰塞湖。据估计，两大堰塞湖总滞水量达17.5立方千米，对流域居民区构成巨大威胁。地震破坏与堰塞湖威胁最终使巴尔坦格河谷上游居民被迫大规模迁离。
地震导致喀拉库勒湖湖水从湖东溢出，湖近岸地区在退水后留下大片冰层。

## 观测研究
美国地质调查局指出，本次地震震级为矩震级7.4级，震源深度15千米。美国国家海洋和大气管理局国家地球物理数据中心测算萨雷斯地震的烈度为麦加利地震烈度9（IX）度。学者R·D·奥尔德姆认为，此次地震震级在面波震级7.4－7.6级区间内。印度地震技术学会认为，本次地震震级达7.8级。学者巴帕特等人的研究指，该次地震震级7.75级，震源深度48千米。